# Rackel
Rackel, obersorbisch Rakojdyⓘ, ist ein Dorf im ostsächsischen Landkreis Bautzen und gehört seit 1994 zur Gemeinde Malschwitz. Es liegt in der Oberlausitz und befindet sich im Siedlungsgebiet der Sorben.

## Geografie

Rackel auf dem Messtischblatt von 1906

Rackel ist – für die Region untypisch – ein mittelgroßes Straßendorf etwa 11 km östlich von Bautzen und 6 km westlich von Weißenberg. Das Gemeindezentrum Malschwitz ist 5 km entfernt. Der Ort liegt am südlichen Rand des Oberlausitzer Tieflandes. Südlich von Rackel beginnt das hüglige Oberlausitzer Gefilde und das Gelände steigt um mehr als dreißig Meter an. Am westlichen Dorfrand tritt das Löbauer Wasser aus seinem engen Tal heraus und teilt sich in nördlicher Richtung in mehrere Arme auf. Der Gutshof befindet sich etwas abseits südlich des eigentlichen Straßendorfes an der Straße nach Cannewitz.
Die Nachbarorte sind Baruth im Norden, Brießnitz im Osten, Cannewitz im Südwesten und Preititz im Westen.
Die Lindenallee zwischen Baruth und Rackel ist als Naturdenkmal geschützt.

## Geschichte
Der Ort wurde erstmals 1331 als Herrensitz des Johannes de Rakil erwähnt, allerdings ist die alte Burgwallanlage – die Alte oder Rackeler Schanze – zwischen Rackel und Cannewitz ein Überrest deutlich älterer Besiedlung (vermutlich zwischen 600 und 900). Bis ins 20. Jahrhundert bestand das Rittergut Rackel, das Melchior Albrecht von Rackel im Jahr 1665 verkaufte. Dann kam die Grundherrschaft an die Herrschaft Baruth derer von Gersdorff und mit ihr 1808 an das Haus Lippe-Weißenfeld, das auch Teichnitz besaß. Die Familie wurde 1945 enteignet.
Im Mai 1813 kam es im Rahmen der Schlacht bei Bautzen bei Rackel und Baruth zu heftigen Gefechten.
Im Jahre 1854 waren auch einige Rackeler Einwohner unter den 558 sorbischen Auswanderern, die unter Führung von Pfarrer Jan Kilian Europa verließen und die sorbische Siedlung Serbin in Texas begründeten. Bereits zuvor waren Rackeler Sorben unter den Auswanderern, die 1850 das Land in Richtung Südaustralien verließen, gewesen.
Rackel war bis 1974 eine eigenständige Landgemeinde mit den Ortsteilen Brießnitz (seit 1936) und Cannewitz (seit 1957). Dann wurde es nach Baruth und gemeinsam mit diesem 1994 nach Malschwitz eingemeindet.
Im Ort finden sich noch Beispiele für die typischen Oberlausitzer Umgebindehäuser, die bis ins 19. Jahrhundert überall in der Region verbreitet waren.

### Ortsname
„Rackel“ wird mit langem a gesprochen. Die genaue Bedeutung des aus dem Sorbischen stammenden Ortsnamens ist strittig. Eine Ableitung von rak („Krebs“) analog zu Rakecy (Königswartha) ist in Anbetracht der zahlreichen kleinen Flüsschen in der Umgebung wahrscheinlich, entweder von einem Personennamen Rak, oder – im Falle der heutigen sorbischen Namensform – von einer späteren Umwandlung zu *Rakojědy, „Siedlung der Krebsesser“, was so auch im Polnischen als Rakojady belegt ist.

## Bevölkerung
Rackel ist eines der größeren Dörfer in der Umgebung, obwohl 1834 mit 355 Einwohnern noch deutlich größer als heute. 1910 hatte es nur noch 285 Einwohner. Seitdem ist nur noch ein langsamer Rückgang zu verzeichnen.
1884/85 zählte Arnošt Muka 294 Einwohner, von denen 282 Sorben waren. Erst seit Mitte des 20. Jahrhunderts ist der Gebrauch des Sorbischen im Ort aufgrund von Assimilation und Zuzug Deutschsprachiger zurückgegangen. 1956 lag der sorbischsprachige Bevölkerungsanteil in der Gemeinde noch bei 67 %. 1964 hatte Rackel mit Ortsteilen 504 Einwohner.
Die Bevölkerung ist seit der Reformation fast ausschließlich evangelisch-lutherisch und war seit dem 16. Jahrhundert nach Gröditz gepfarrt. Heute gehört Rackel zur Kirchgemeinde Baruth.

## Wirtschaft und Infrastruktur
Direkt südlich des Ortes verläuft die A 4 (Dresden–Breslau), deren nächste Anschlussstellen jedoch 8 (Weißenberg) bzw. 11 km (Bautzen-Ost) entfernt. Lokalstraßen verbinden Rackel mit seinen Nachbarorten.
Rackel verfügt über einen Sportplatz und einen Jugendclub, der zu den aktivsten der Umgebung gehört.